# 水口昌彦
水口 昌彦（みずぐち まさひこ、1959年（昭和34年）4月29日 - ）は、日本のテレビプロデューサー。

## 人物
元フジテレビジョンプロデューサーで、フジテレビ編成制作局バラエティ制作センター室長（局長待遇）、ポニーキャニオン取締役映画事業本部長、常務取締役、WOWOW取締役常務執行役員を歴任した。
京都府出身。血液型AB型。特徴として額縁メガネをかけている。

## 来歴
京都府立嵯峨野高等学校を経て京都大学工学部電気工学科卒業。学生時代の1981年、『笑ってる場合ですよ!』のオーディションコーナー「お笑い君こそスターだ!」に、同じ高校の後輩で後に長崎放送アナウンサーとなる竹内淳と組んだアマチュアの漫才コンビ「にっちもさっちも」で5日連続で勝ち抜き、11代目チャンピオンになる。この後、相方だった竹内と共に太田プロダクションからプロデビューしないかと誘われたが断っている。
1982年に技術職でフジテレビを受験して採用されたが、配属は編成部だった。同期に堤康一（ネクステップ代表取締役社長）その後、第二制作部（当時）へ異動し石田弘班に配属。AD時代、『夕やけニャンニャン』でおニャン子クラブの教育係「マイケル水口」として出演。のちに番組プロデューサーとして『DAIBAッテキ!!』を開始、下川みくに、熊切あさ美らを輩出したアイドルグループ・チェキッ娘を生み出す。チェキッ娘については、元メンバーからは今でも「パパ」と慕われ、『DAIBAクシン!!』シリーズ終了後の時にはメンバー全員と1時間ずつ面接を行い「チェキッ娘の名を語ってヌードにはなるな」と言っていたという。近年の元メンバーの結婚式の時にはよく出席し、この度に元メンバーのブログにもその模様が掲載されていることが多い。
音組の基礎を作った人物の一人。井上信悟（現ポニーキャニオン副社長）には今でも頭が上がらない。水口班はきくち伸に受け継がれ、音組となる（ちなみに水口班（現在「音組」）は元々は藤森吉之班→疋田拓・井上信悟班→渡邊光男班と歴代同局の看板音楽番組として知られていた『夜のヒットスタジオ』の制作に関わってきた一派でもある）。1990年 - 1994年は編成部所属であった。
2002年の2月あたりからは編成の一人として携わっていたが、2005年6月22日付にバラエティ制作センター部長として久々に番組に関わることになる。また『お台場明石城』で奉行の一人として意見を述べている。
2004年7月に開かれた中学生フォーラム『テレビ大討論』（NHK教育テレビジョンで放送）で他の在京民放4局の制作者とともにテレビ局側の一人として出席。「なりたい!!放送作家」という本にコメントを寄せているが「他番組の真似はいらない」「娯楽番組しか見ないような視野の狭い人は向いていない」「人気タレントをとりあえず出しておけばいいというような企画は使えない」など極めて辛辣かつ現状批判とも取れる内容になっている。
2009年6月、ポニーキャニオンへ出向し、同社取締役に就任。またかつて自ら関わったチェキッ娘の「再会」復活ライブに向けて開設された特設サイトにメッセージを寄せている。
2010年3月、映画事業本部長に就任。2010年9月18日公開の映画『THE LAST MESSAGE 海猿』で初めて大作映画の製作に名を連ねる。
2013年6月、常務取締役（映像・映画総括）に就任。以後、経営情報本部長・制作宣伝担当、音楽全般担当、第2ディストリビューション担当を歴任。
2019年6月、WOWOW取締役に就任。同年7月、事業担当兼社長室担当補佐から事業、新規ビジネス担当に担務変更。2020年6月常務執行役員に就任。
2025年6月に音事協専務理事に就任した。

## 過去に担当していた番組

### レギュラー番組
- 夜のヒットスタジオ（DX末期〜SUPER時代のディレクター。この番組で井上信悟、きくち伸と出会う）
- なるほど!ザ・ワールド（ディレクター）
- DAIBAッテキ!!→DAIBAクシン!!（総合プロデューサー）
  - 夏までのダイアリー（総合演出、脚本・遠藤察男）
- HEY!HEY!HEY! MUSIC CHAMP（初代プロデューサー・演出）
- プレゼンタイガー（プロデューサー・演出）
- たけし・逸見の平成教育委員会（北野武らと企画を担当）
- BANG! BANG! BANG!（プロデューサー、1996年1月〜9月）
- MUSIC HAMMER→Music Museum（プロデューサー・演出）
- チノパン（月曜担当プロデューサー、アヤパンも2ヶ月程度担当）
- エブナイMONDAY（プロデューサー、恋愛の月曜日…ビビる、ポプラ並木、安達涼子、奥村愛他）
- エブナイSAT（チーフプロデューサー）
- RadioTK
- 桑田佳祐の音楽寅さん 〜MUSIC TIGER〜（プロデューサー・演出）
2003年の「27時間テレビ サザンオールスターズスペシャル」では編成。
- 木梨サイクル（プロデューサー・演出）
- A女E女（プロデューサー）
- アイドルアイランド

### 特別番組
- ものまね王座決定戦→ものまね紅白歌合戦（ディレクター→一時離脱→プロデューサー）
  - 当時、前任の厳しい木村プロデューサーに代わり3代目プロデューサーに大抜擢され、テコ入れとしていきなり第1期最終回で司会者・演出をすべて一新させ、それまでの低視聴率を好転させた。
- 爆笑そっくりものまね紅白歌合戦スペシャル（初代プロデューサー、その後は編成として担当していた）
- 明石家さんまのスポーツするぞ!大放送（チーフディレクター→2代目プロデューサー）

### 総合プロデューサー
- 疾風怒濤!FNSの日スーパースペシャルxi真夏の27時間カーニバル〜REBORN〜（総合演出も兼務）
- FNSオールスターズ27時間笑いの夢列島
- 新春かくし芸大会（2003年〜2005年は参加せず、2006年以降から制作担当）
- ワールドカウントダウンスーパースペシャル 24時間まるごとライブ LOVE LOVE2000〜世界中のこどもたちへ僕らが愛でできること

### 制作統括
- FNS ALL-STARS あっつい25時間テレビやっぱ楽しくなければテレビじゃないもん!
- FNS26時間テレビ 国民的なおもしろさ!史上最大!!真夏のクイズ祭り 26時間ぶっ通しスペシャル
- フジテレビ開局50周年特別企画第二夜「バラエティルーツの旅・あなたがいたから僕がいる 半世紀大感謝祭!!」